# Astragalus neolipskyanus
Astragalus neolipskyanus är en ärtväxtart som beskrevs av Mikhail Grigoríevič Popov. Astragalus neolipskyanus ingår i släktet vedlar, och familjen ärtväxter. Inga underarter finns listade i Catalogue of Life.